# Бібліографічний опис
Бібліографічний опис — це сукупність бібліографічних відомостей про документ, його складову частину чи групу документів, які наведені за певними правилами, необхідні та достатні для характеристики твору та визначення його відмінностей від інших, та які одержують у результаті аналітико-синтетичної переробки інформації. Процес складання бібліографічного опису передбачає виявлення та формування за певною методикою множини бібліографічних даних про окремий документ або його частину, чи групу документів.

## Міжнародний стандартний бібліографічний опис
Міжнародний стандартний бібліографічний опис або ISBD — це набір правил опису, складений Міжнародною федерацією бібліотечних асоціацій та установ (IFLA) для опису широкого спектра бібліотечних матеріалів. Зведене видання ISBD було опубліковано в 2007 році, перевидано 2011 року. Воно замінило більш ранні окремі міжнародні стандартні бібліографічні описи, які були видані для монографій, старих монографічних публікацій, картографічних матеріалів, серіальних та інших триваючих ресурсів, електронних ресурсів, неосвічених матеріалів, і нотних записів.

## Національний стандарт України
Для уніфікації складання бібліографічного опису на міжнародному рівні в Україні, забезпечення можливості обміну результатами каталогізації розроблено національний стандарт ДСТУ ГОСТ 7.1:2006 «Бібліографічний запис. Бібліографічний опис. Загальні вимоги та правила складання», який набув чинності 1 липня 2007 року. Він є базовим для системи стандартів, правил, методичних посібників зі складання бібліографічного опису.
Дані для складання описів беруться безпосередньо з видання. Опис складається з обов'язкових елементів: назва публікації, автори, повторність видання, рік видання, обсяг. На каталожній картці в лівому верхньому кутку розташовується шифр, що визначає місце книги на полиці. Чисельник дробу позначає відділ класифікації до якого книга відноситься за змістом. Знаменник — авторський знак, умовна позначка першого складу прізвища автора або першого складу назви книги. Центральною складовою бібліографічного опису є бібліографічний запис.
Бібліографічні відомості наводяться в описі в тому вигляді, в якому вони подані у джерелі інформації. У зв'язку з тим, що об'єктами опису в новому стандарті є різні документи, визначення джерел інформації дано в узагальненому вигляді, оскільки для кожного виду документів існує своя специфіка в цьому питанні.

## Знаки
У бібліографічному описі використовують такі умовні розділові знаки:
1. . — крапка і тире (старий стандарт)[джерело?]
2. . крапка
3. , кома
4. : двокрапка
5. ; крапка з комою
6. / коса риска (старий стандарт)[джерело?]
7. // дві косі риски (старий стандарт)[джерело?]
8. () круглі дужки
9. [] квадратні дужки
10. + плюс
11. = знак рівності

Кожну ділянку бібліографічного опису розділяють знаком крапка і тире (. —), який допускається заміняти знаком крапка (.). Складаючи бібліографічний опис, використовують різні скорочення, які регламентовані відповідними стандартами. У кількісному елементі бібліографічного опису можна вказати тільки сторінку цитованого тексту.

## Функції бібліографічного опису
Кожний бібліографічний опис виконує певні функції, найважливішою з яких є ідентифікація. Її суть в тому, що вона може виявити тотожність деяких документів, відрізняти їх один від одного і при цьому не бачити їх.
Бібліографічний опис складається безпосередньо за самим документом, за титульною сторінкою. Він складається на мові оригіналу та за сучасною орфографією.
Завдяки бібліографічному опису можна розшукати документ за тими ознаками, які притаманні лише йому. Тобто перша функція є кроком для наступної, пошукової функції, яка пов'язана з функцією вибору, оскільки сукупність відомостей, наведених у бібліографічному описі, дає уявлення про документ і тим самим допомагає вибрати той, що найбільше відповідає потребам користувача.
Також до основних функцій належить інформаційна, що інформує про твір, його зміст, призначення. Окремим її випадком є сигнальна функція, оскільки бібліографічний опис повідомляє про новий документ, про надходження книги до бібліотеки.
Три основні функції бібліографічного опису — ідентифікуюча, інформаційна та пошукова — пов'язані між собою та використовуються в різних видах бібліографічного опису. В різних ситуаціях пріоритети їхнього використання змінюються. Наприклад, при обробці нових надходжень до бібліотеки чи інформаційного центру головну роль відіграє ідентифікуюча функція бібліографічного опису, а у видавничих каталогах — інформаційна.
Обліково-реєстраційна функція полягає в тому, що опис дає змогу здійснювати облік і реєстрацію документів як на загальнодержавному рівні, так і на рівні тієї чи іншої установи. Організаційна функція — це формальні ознаки документа, які можуть бути основою для групування записів у конкретному пошуковому масиві.

## Зони бібліографічного опису
До складу бібліографічного опису належать такі зони:
1. Зона назви і відомостей про відповідальність;
2. Зона видання;
3. Зона специфічних відомостей;
4. Зона вихідних даних;
5. Зона фізичної характеристики;
6. Зона серії;
7. Зона приміток;
8. Зона стандартного номера та умов доступності.

В свою чергу зони складаються з елементів, які поділяють на факультативні та обов'язкові. Набір факультативних елементів визначають організації, які здійснюють бібліографування. У державних бібліографічних покажчиках подаються найбільш повно факультативні елементи. Можна не подавати їх у списках джерел до наукових робіт. Щодо обов'язкових, то вони зазначаються в усіх, без винятку, описах.

## Пунктуація
Перед кожною зоною ставлять крапку, проміжок та тире (крім першої). Крапку і тире змінюють крапкою наприкінці попередньої зони, в тому разі, коли ця зона починається з абзацу, виділена поліграфічним способом чи відступом. Пунктуація у бібліографічному описі виконує функції:
- звичайних розділових знаків;
- умовних розділових знаків (за термінологією нового стандарту — знаки приписної пунктуації), які ставлять між зонами бібліографічного опису та їх елементами та які виконують розпізнавальну функцію елементів та зон.